# Medeja (tragedija)
Medeja je tragedija helenskog tragediografa Euripida zasnovana na mitu o Medeji i Jasonu. 
Na Dionisijama 431. godine p.n.e. Euripid je nastupio sa tri tragedije: Medejom, Filoktetom i Diktisom, nakon kojih je usledila satirska igra Tersitove kćeri i osvojio treću nagradu.

## Mitska osnova
Mitsku osnovu čini priča o Jasonu i Medeji. Jason, od oca Esona i majke Polimele, vaspitanik kentaura Hirona zatražio je od svog strica Pelije, pravo na presto Jolka, koji je Pelija oduzeo njegovom ocu. Pelija pristane da se odrekne prestola ako Jason oslobodi zemlju prokletstva po kome Jolk neće napredovati dok se ne donose zlatno runo iz vrta Aresa Kolhidskog čiji je vlasnik kralj Ejet. Jason okupi odabranu družinu u kojoj su bili i Herakle, braća Dioskuri, Kastor i Polideuk, Orfej, Tesej i koji su po brodu dobili naziv Argonauti. Zlatno runo je čuvao zmaj i ne bi uspeli da ispune zadatak da im nije pomogla Medeja, Ejetova ćerka koju je Eros pogodio svojim strelama te se ona zaljubila u Jasona. Jason joj se zakleo svim bogovima na Olimpu na večnu vernost. Medejina ljubav je bila toliko jaka i slepa da je svog brata Apsirta isekla na komade koje je razbacala na sve strane kako bi zaustavila poteru. Dok je kralj sakupljao delove sina, Argonauti su utekli poteri. Stižu posle mnogo neprilika u Jolk. Pelija, sada već u dubokoj starosti ne želi da ustupi presto. Medeja ubedi Pelijine ćerke da može da ga učini mlađim svojim čarolijama, tako što će one da iseku oca na komade, bace u kotao i skuvaju. One tako učine i ubiju oca. Bojeći se da ostanu u Jolku, Medeja i Jason odlaze u Korint. Tu počinje radnja Euripidove tragedije Medeja.
Euripid je imao na raspolaganju nekoliko verzija mita u kome stradaju Medejina deca. Po jednoj verziji Medeja je slučajno ubila svoju decu u pokušaju da ih učini besmrtnim. Po jednom mitu decu ubijaju Korinćani u pobuni protiv Medeje, koju su prethodno učinili vladarkom. Postoji i mit u kome Medeja ubija Kreonta i beži u Atinu, a Kreontovi rođaci ubiju decu i razglase da je to učinila Medeja.
Euripid je kombinovanjem, selekcijom i dopunom sačinio svoju verziju priče po kojoj je Medeja izbeglica, koju ostavlja Jason zbog druge žene, ona treba da bude izgnana iz Korinta, ubija Jasonovu nevestu, njenog oca, Kreonta, i svoju decu.

## Struktura i kompozicija
Kompoziciju tragedije čine prolog, 5 episodija i eksoda.
Prolog nas brzo uvodi u situaciju. Prikazuje napuštenu Medeju koja ne uzima hranu, ne sluša reči utehe, plače, prepušta se izlivima besa. Međutim, ona nije pasivna paćenica. Dadilja upozorava učitelja da drži decu podalje od Medeje. Ona je dobro poznaje i boji se da Medeju neće proći gnev dok ne sruši nekog. Neće nikada osveta mala utažiti jeda gospođi mojoj.
Ovo je jedina sačuvana Euripidova tragedija urađena po modelu Sofoklove tragedije, koji je najuspelije ostvaren u Kralju Edipu. Struktura i jezik isti su kao u Sofoklovoj tragediji – u drami dominira centralni lik koji uprkos preprekama, savetima, pretnjama počinje i završava radnju, bilo da se radi o otkriću ili osveti.
Medeja je predstavljena kao herojski lik. Ona je u svojoj nameri da se osveti Jasonu nepokolebljiva, gluva za sva ubeđivanja. Nju pokreću herojske strasti – srdžba i gnev, pokazuje herojsku odvažnost. Ona je strašna kao i divlja kao zver. Najviše je muči misao da će joj se njeni neprijatelji smejati i rugati. Medeja na kraju trijumfuje. Ona je sve vreme ubeđena da su bogovi na njenoj strani. Iako čedomorka, ona izmiče posledicama svojih postupaka, očigledno uz blagoslov bogova. U završnom pojavljivanju u kočijama, visoko u vazduhu (mesto koje je u antičkoj tragediji rezervisano za bogove) potvrđuje se da je ona nešto više od običnog smrtnika. Poput Afrodite u Hipolitu, Euripidovoj tragediji, Medeja pravda svoj divljački postupak time što se prema njoj postupalo sa porugom i nepoštovanjem. Proglašava osnivanje kulta svoje dece kao Artemida u Hipolitu. U svom jeziku, delanju i položaju ona sliči theosu.
Pored toga u tragediji postoji jasno izražena društvena dimenzija. Euripid snažno ukazuje na problem žene u ljudskom društvu, na njen ugnjeteni i obespravljeni položaj. U Medejinom monologu izražena je sva beda položaja žene u antičkom društvu koji se otada sporo ili nikako nije promenio.